# Eustigma
Eustigma es un género  de plantas con flores perteneciente a la familia Hamamelidaceae.  Comprende 4 especies descritas y de estas, solo 3 aceptadas.

## Taxonomía
El género fue descrito por Gardner & Champ.  y publicado en Hooker's Journal of Botany and Kew Garden Miscellany 1: 312. 1849. La especie tipo es: Eustigma oblongifolium Gardner & Champ.	

## Especies aceptadas
A continuación se brinda un listado de las especies del género Eustigma aceptadas hasta mayo de 2014, ordenadas alfabéticamente. Para cada una se indica el nombre binomial seguido del autor, abreviado según las convenciones y usos. 
- Eustigma balansae Oliv.
- Eustigma lenticellatum C.Y.Wu
- Eustigma oblongifolium Gardner & Champ.